# Kaomoji

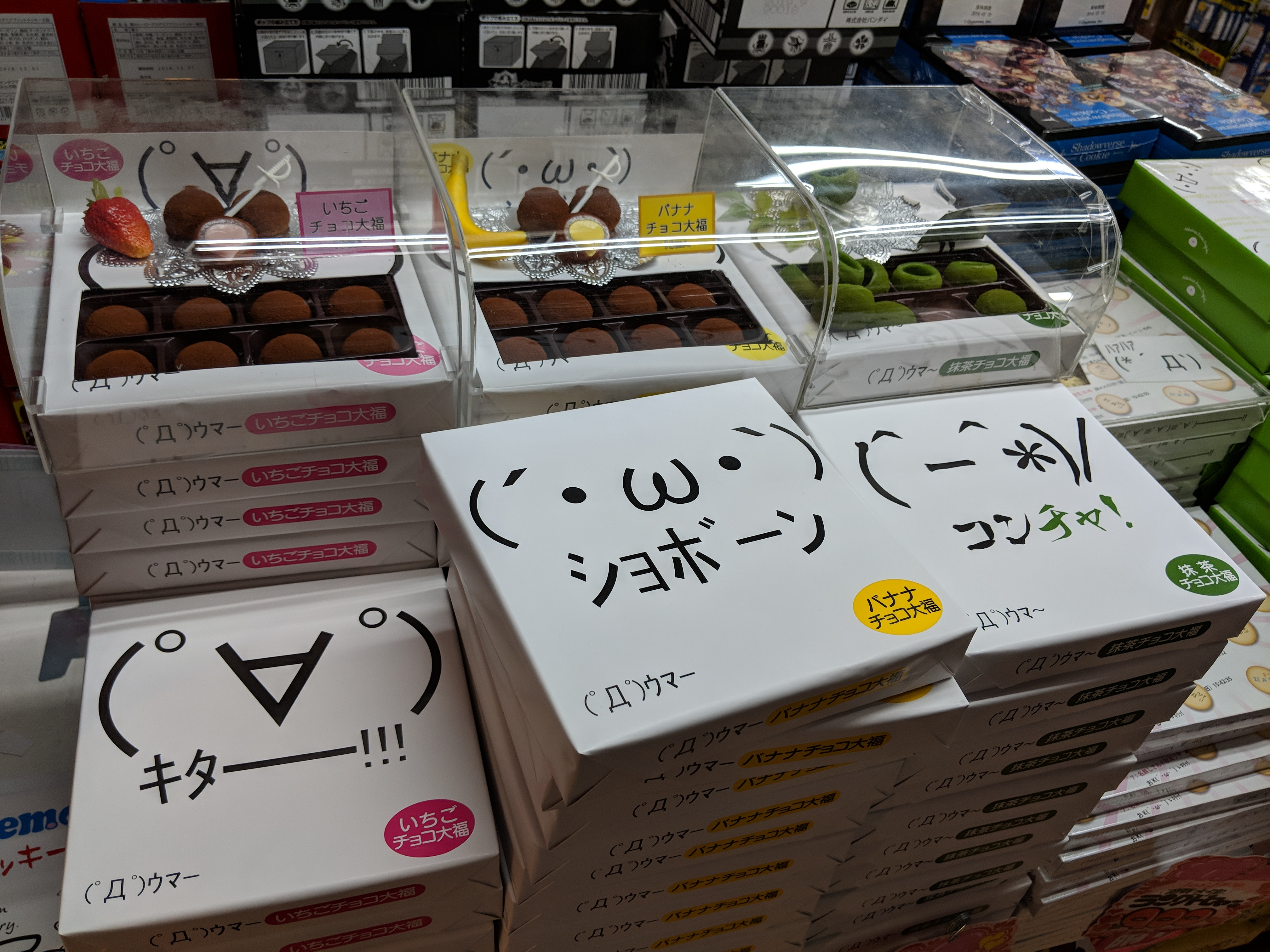
Cajas de bombones en las que aparecen kaomojis en la parte superior de las cajas.

Los kaomoji (顔文字?)  o verticonos son los emoticonos japoneses que representan rostros y emociones. Su estilo se asemeja mucho al que se encuentra en el manga y anime.
Son animaciones japonesas que se teclean o escriben derechas. No hace falta girar la cabeza para leerlas. A diferencia de los emoticonos occidentales, los kaomoji no se encuentran acostados y casi todas las expresiones faciales son representadas reemplazando los ojos en vez de la boca.

## Información

Versión ilustrada del emoticono

El UwU representa una sensación de ternura o felicidad. Las u representan los ojos mientras que la w representa la boca.

### Uso
El UwU se usa para denotar ternura o felicidad. Según la Real Academia Española, se escribe mayoritariamente en minúsculas (uwu), aunque el uso del UwU es también válido.  La RAE también aclara que el uwu no constituye una palabra, pues su valor es meramente icónico, pero si se quisiera pronunciar, se haría como [úgu] o [úbu].

### Historia
Se sabe que el uwu ya se usó en 2005 en un fanfic de anime. El origen del emote es incierto. Para 2014, ya se habría difundido por internet hasta llegar a Tumblr, transformándose en una subcultura de internet.

#### Usos notables
En 2018, la cuenta oficial de Twitter tuiteó uwu en respuesta a un artista.
En 2020, la U.S. Army eSports tuiteó UwU seguido con corazones, en respuesta a Discord.

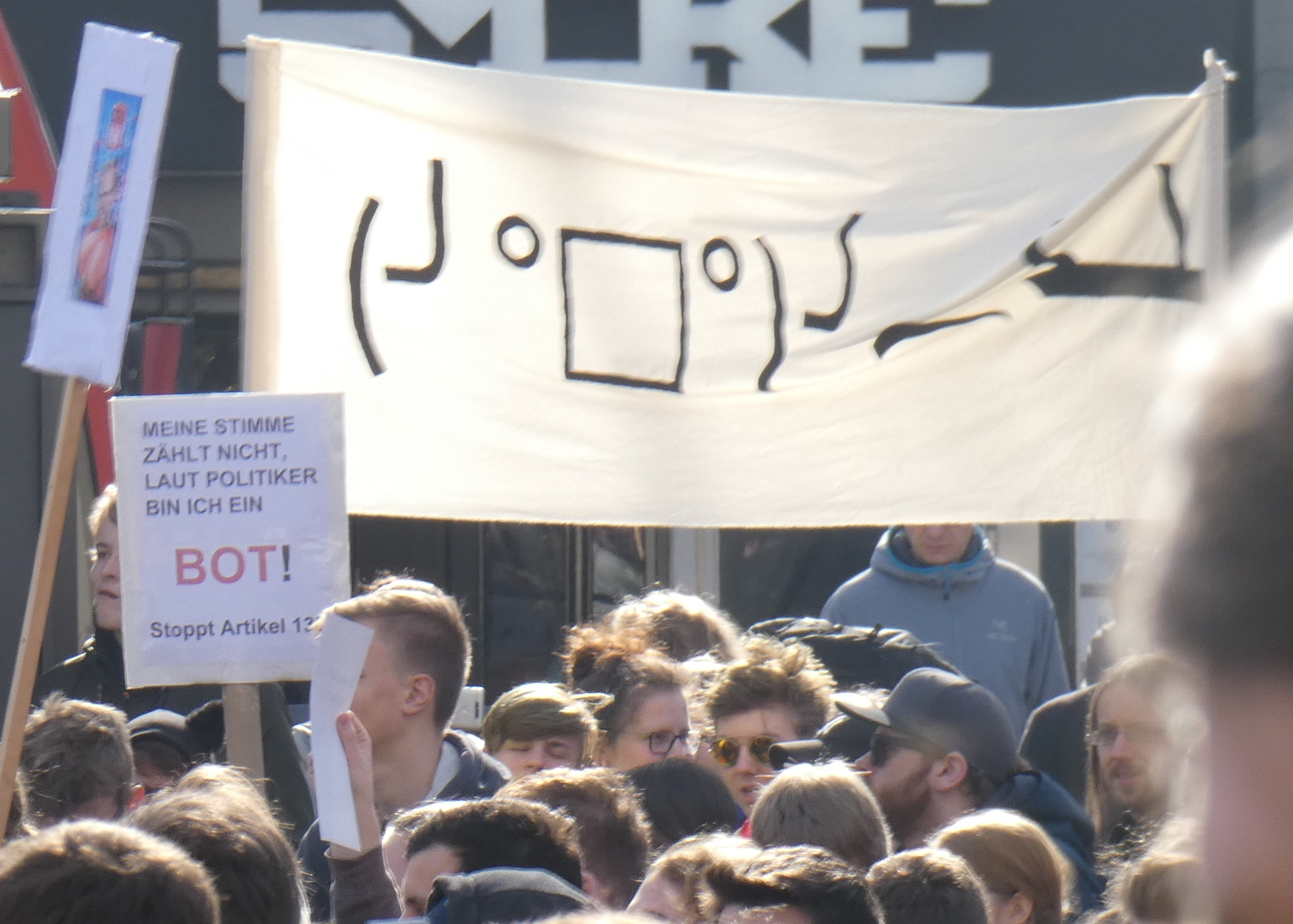
Pancarta en una protesta que contiene el kaomoji «(╯°□°）╯︵ ┻━┻», que representa a alguien volteando una mesa.

## Caracteres
Gracias a que el japonés y otros idiomas de origen asiático emplean caracteres Unicode, el número de caracteres disponibles es mucho mayor que en idiomas occidentales, para los cuales se emplean los caracteres ASCII. Esto multiplica el número de combinaciones posibles para formar un emoticono, permitiendo representar no solo expresiones faciales, sino también personajes conocidos.